# Inge Bell

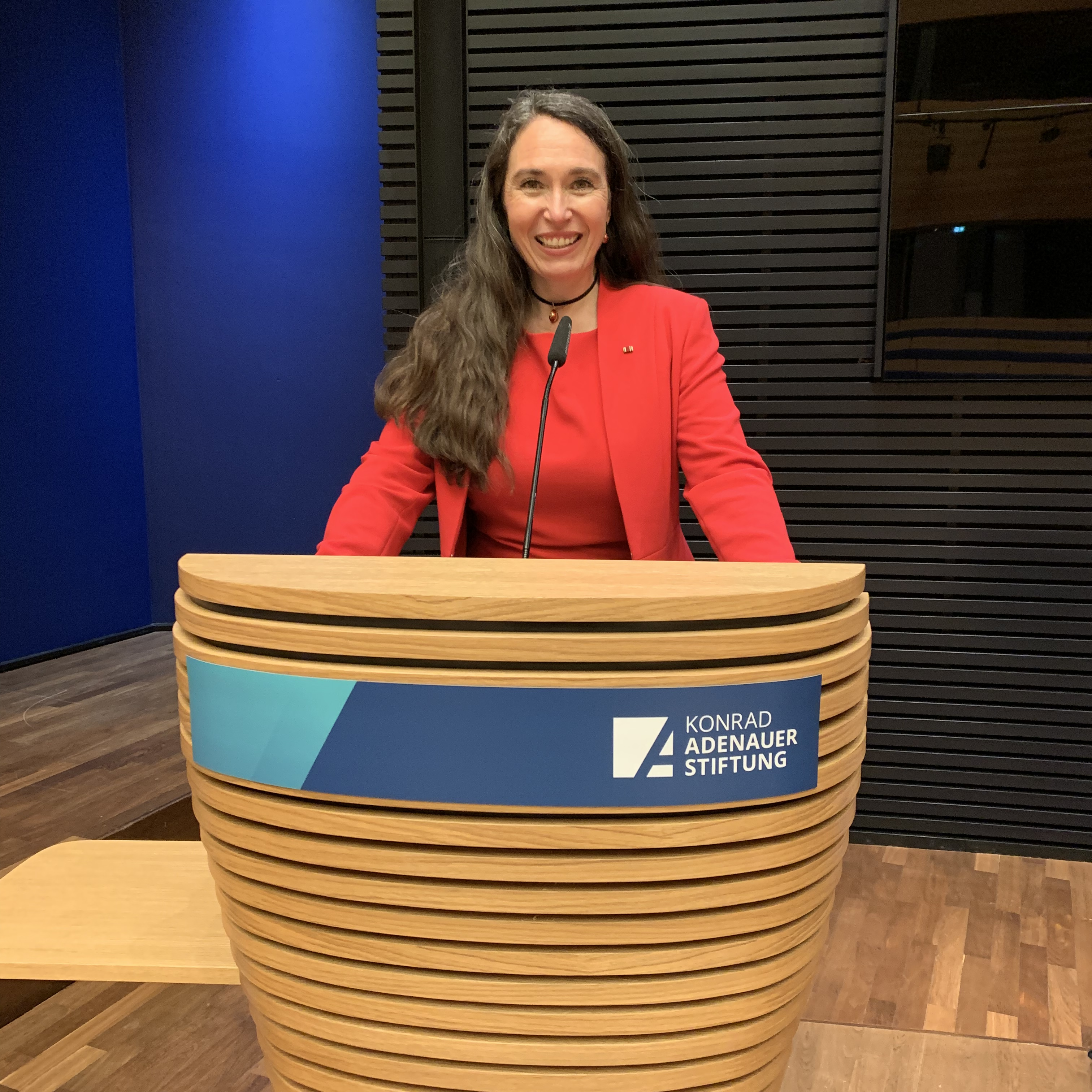
Inge Bell bei der Konrad-Adenauer-Stiftung, Berlin 2019

Inge Bell (* 28. August 1967 in Kronstadt/Brașov, Rumänien) ist eine deutsche Menschenrechtsaktivistin, Unternehmensberaterin und Unternehmerin  sowie ehemalige Journalistin. Sie war von Mai 2017 bis Juni 2023 zweite Vorsitzende der Frauenrechtsorganisation Terre des Femmes und von 2021 bis Juli 2022 der bayerischen Vertretung der Hilfsorganisation Solwodi. Seit Mai 2022 ist Inge Bell 1. Vorsitzende des sich in Gründung befindenden Vereins „Deutsches Institut für angewandte Kriminalitätsanalyse DIAKA e. V.“

## Werdegang
Inge Bell verbrachte ihre frühe Kindheit in Schäßburg/Sighișoara. Nach der Flucht ihrer Familie nach Deutschland wuchs sie ab 1971 in München auf. Sie studierte Sprach- und Literaturwissenschaft.
Von 1997 bis 2010 arbeitete sie für die ARD. Im Auftrag des NDR drehte sie für den Weltspiegel von 2000 bis 2003 eine mehrteilige Reportage über ein bulgarisches Heim für behinderte Mädchen und Frauen. Die erste Reportage daraus wurde im April 2000 im ARD-Weltspiegel unter dem Titel Verbannt, vergessen, abgeschoben – Die Mädchen von Malko Scharkovo gesendet.
Diese Ausstrahlung veranlasste den Landesdirektor des Landschaftsverbands Rheinland (LVR) Ferdinand Esser zum ersten Auslandsengagement des LVR in seiner Geschichte, das zur Gründung des Vereins zur Förderung von Einrichtungen für Behinderte im Ausland e. V. führte, der seitdem das Heim mit Geld- und Sachspenden unterstützt.
Der zweite Teil von Inge Bells Reportage, Bulgarien: Das Behindertenheim am Ende Europas, wurde im Mai 2005 im Weltspiegel ausgestrahlt.
Ab 2006 begann Inge Bell, freischaffend als Medien- und Kommunikationstrainerin zu arbeiten.
2012 gründete sie eine Firma, die Videos für Kommunikationstrainings produziert. Sie ist, zusammen mit Stefan Baumgarth, Entwicklerin und Herausgeberin der Trainingsmethode „Eniqma Edition“.
2014 kam Bell in die Geschäftsleitung von Kubon & Sagner. 2016 gründete sie mit ihrem damaligen Geschäftspartner und heutigen Ehemann Stefan Baumgarth die Bell & Baumgarth GmbH als Holding. Neben der Bell Media GmbH, der Bridgehouse Bell GmbH und der Biblion Media GmbH wurde Kubon & Sagner Media GmbH eine hundertprozentige Tochter der Holding. 2017 meldete die Kubon & Sagner Media GmbH Insolvenz an.
Zwischen Mai 2017 und Juni 2023 war Inge Bell stellvertretende Vorstandsvorsitzende von Terre des Femmes. 2020 erarbeitete der Vorstand unter Mitwirkung von Inge Bell ein „Positionspapier zu Transgender, Selbstbestimmung und Geschlecht“, das am 20. September 2020 von der Mitfrauenversammlung (=Mitgliederversammlung) von TdF beschlossen wurde. In dem Papier hieß es: „Terre des Femmes unterstützt Transgender in ihrem Recht, ihr empfundenes Geschlecht selbstbestimmt auszudrücken.“ Das Papier spricht von „biologischen Unterschieden (biologisch Geschlecht/Sex)“ [sic], aus denen „soziale Geschlechter (Gender) konstruiert“ würden. „Die Struktur patriarchaler Macht kann nicht bekämpft werden, wenn der Anlass der patriarchalen Geschlechterordnung – die Biologie (Sex) – mit Gender gleichgesetzt wird.“ Im Juni 2022 bestätigte die Mitfrauenversammlung diese Position. Nachdem das Papier starken Angriffen aus der LGBT-Bewegung ausgesetzt war und als transfeindlich kritisiert wurde, entschied der Vorstand von TDF kurz darauf, im Juli 2022, das Papier zurückzuziehen. Noch im selben Monat gründete Inge Bell gemeinsam mit über 70 weiteren TdF-Mitfrauen die Initiative „saveTDF“, der bis Juni 2023 über 400 Frauen beitraten, unter ihnen das Gründungsmitglied Ingrid Staehle. Die Mitfrauenversammlung im Juni 2023 bestätigte mit knapper Mehrheit die Zurückziehung des Papiers. Inge Bell trat daraufhin mit zahlreichen anderen Mitgliedern aus Terre des Femmes aus.
Gemeinsam mit weiteren ehemaligen Mitgliedern von Terres des Femmes gründete Bell 2022 in München das „Deutsche Institut für angewandte Kriminalitätsanalyse DIAKA e. V.“, dessen 1. Vorsitzende sie ist.

## Auszeichnungen
- 2007: Preis Frauen Europas – Deutschland der Europäischen Bewegung Deutschland.[21][22]
- 2012: Bundesverdienstkreuz am Bande[23]

## Positionen und Kontroversen
Inge Bell bezeichnet ihre Position selbst als „Ich stehe scharf und klar für Frauenrechte“. Sie thematisiert in der Öffentlichkeit immer wieder Menschenrechtsverletzungen an Mädchen und Frauen und tritt als Kritikerin vor allem gegen Prostitution und Frauenhandel, Sexismus, sexualisierte Gewalt und das muslimische „Kinderkopftuch“ ein.
Im Januar 2017 kritisierte Inge Bell ein Werbefoto der Allianzgeneralvertretung Kundler Berlin als sexistisch, was eine umfangreiche Medienberichterstattung auslöste. Im Februar 2017 erwirkte die Allianzgeneralvertretung Kundler Berlin eine Einstweilige Verfügung gegen Inge Bell, ersetzte aber das kritisierte Bild.
Im Mai 2017 wählte die Mitgliederversammlung von Terre des Femmes Inge Bell in den Vorstand und verabschiedete die Forderung nach dem Verbot des „muslimischen Kinderkopftuchs“. Diese Forderung hatte bereits im Vorfeld vereinsintern für Kritik und Unterwanderungsversuche gesorgt.
Von der  baden-württembergische Grünen-Politikerin und Transfrau Maike Pfuderer, wurde Bell öffentlich als TERF bezeichnet, wogegen Bell vor dem Landgericht München I klagte. Das rechtskräftige Urteil untersagte Pfuderer unter Androhung von 250.000 Euro Ordnungsgeld oder Ordnungshaft, Bell weiterhin als TERF zu bezeichnen oder zu behaupten, Bell würde mit Rechtspopulisten auftreten. Laut queer.de erging das Urteil als Säumnisurteil aufgrund Maike Pfuderers Nichterscheinens, was das Gericht als Eingeständnis gewertet habe (sog. Geständnisfiktion). Das Gericht habe die Vorwürfe keiner richterlichen Beweiswürdigung unterzogen und damit keine Bewertung des Begriffes TERF abgegeben.

## Veröffentlichungen (Auswahl)
- Inge Bell, Lea Ackermann und Barbara Koelges: Verkauft, versklavt, zum Sex gezwungen. Kösel-Verlag, München 2005, ISBN 3-466-30691-4.

Veröffentlichungen in Sammelbänden
- Inge Bell & Aleš Pickar: Trafficking in Children for Sexual Purposes – Country report Czech Republic (= Muireann O’Briain, Anke van den Borne, Theo Noten [Hrsg.]: ECPAT Report). Amsterdam 2004, ISBN 90-74270-19-0 (Scan – Yumpu).
- Inge Bell: Maria – eigentlich gibt es sie nicht. In: Lea Ackermann, Reiner Engelmann (Hrsg.): Solidarität mit Frauen in Not. 20 Jahre SOLWODI. Horlemann, Berlin 2005, ISBN 3-89502-201-2, S. 82–89.
- Inge Bell: Kinderprostitution in Tschechien. In: Reiner Engelmann, Urs M. Fiechtner (Hrsg.): Kinder ohne Kindheit. Ein Lesebuch für Kinderrechte. Sauerländer, Düsseldorf 2006, ISBN 3-7941-8045-3, S. 134–141.
- Inge Bell, Maria von Welser, Fritz Köster: Drei Stimmen zu Solwodi. In: Lea Ackermann, Mary Kreutzer, Alicia Allgäuer (Hrsg.): In Freiheit leben, das war lange nur ein Traum. Mutige Frauen erzählen von ihrer Flucht aus Gewalt und moderner Sklaverei. Kösel-Verlag, München 2010, ISBN 978-3-466-30878-1, S. 23–30, urn:nbn:de:101:1-201111044946.